# Kraken I + II
Kraken I+II es el nombre del primer álbum recopilatorio del grupo de heavy metal colombiano Kraken. Fue lanzado al mercado a través de Codiscos. Este álbum trae un total de 13 canciones de los dos primeros trabajos discográficos de la banda.

## Lista de canciones
| N.º | Título                        | Duración |  |
| 1.  | «Camino a la Montaña Negra»   | 05:53    |  |
| 2.  | «Vestido de Cristal»          | 04:56    |  |
| 3.  | «Soy real»                    | 05:10    |  |
| 4.  | «Todo hombre es una historia» | 04:47    |  |
| 5.  | «Palabras que Sangran»        | 04:47    |  |
| 6.  | «Después del Final»           | 06:03    |  |
| 7.  | «No me hables de amor»        | 04:27    |  |
| 8.  | «Una vez Más»                 | 05:18    |  |
| 9.  | «Escudo y espada»             | 05:41    |  |
| 10. | «Al Caer las Murallas»        | 06:28    |  |
| 11. | «Los misterios no hablan»     | 04:03    |  |
| 12. | «Muere Libre»                 | 03:56    |  |
| 13. | «Aves negras»                 | 04:07    |  |